# بازی با آتش (فیلم ۱۹۷۵)
بازی با آتش (فرانسوی: Le Jeu avec le feu‎)فیلمی کمدی-درام محصول سال ۱۹۷۵ ایتالیا و فرانسه به نویسندگی و کارگردانی آلن رب گریه و بازیگری ژان-لویی ترنتینیان می‌باشد.

## داستان
یک بانکدار، ژرژ دو ساکس، با یک تماس تلفنی ناشناس مطلع می‌شود که دخترش کارولین به تازگی ربوده شده‌است. آدم ربایان یک میلیون دلار باج می‌خواهند. اما کمی بعد، کارولین به خانه می‌آید. پدرش با این حال تصمیم می‌گیرد از دخترش محافظت کند: مشاورانش به او پیشنهاد می‌کنند که او را در یک کلینیک تخصصی پناه دهد…